# 태안 난도 괭이갈매기 번식지
태안 난도 괭이갈매기 번식지는 대한민국 충청남도 태안군, 난도에 있는 괭이갈매기의 번식지이다. 대한민국의 천연기념물 제334호로 지정되어 있다.